# آرتروز
آرتروز (به فرانسوی: Arthrose) یا اُستئوآرتریت (به انگلیسی: Osteoarthritis) بیماری بسیار شایعی است که در تمام مناطق جغرافیایی دیده می‌شود. به این بیماری، ساییدگی مفصل، ورم مفاصل و استخوان‌ها، آماس مفصلی‌استخوانی و سل استخوانی هم گفته می‌شود.
آرتروز یک بیماری تخریبی پیش رونده در غضروف مفاصل است، ولی علی‌رغم نام‌گذاری آن، یک بیماری التهابی نیست (بر خلاف روماتیسم مفصلی) چون التهاب در این بیماری یک عارضه ثانویه می‌باشد.
در آرتروز تحلیل غضروف مفصلی و درگیری استخوان زیر غضروفی داریم که باعث التهاب بافت‌های اطراف می‌گردد. این عارضه ممکن است هر یک از مفاصل را درگیر سازد، ولی شایع‌ترین مفاصل درگیر عبارتند از مفاصل دست ،پا، زانو، ران و ستون فقرات. این بیماری بسیار شایع است و در ۲۵٪ ویزیت‌های پزشکان عمومی و ۸۰٪ رادیوگرافی افراد بالای ۶۵ سال دیده می‌شود؛ (البته فقط ۷۰٪ آنان علامت دارند).

## بیماری‌زایی
آرتروز بیماری مَفصلی است که ابتدا غضروف مفصل را درگیر می‌نماید. غضروف بافتی لغزنده است که انتهاهای استخوان‌ها را در یک مفصل می‌پوشاند. استخوان‌ها داشتن حرکتی آسان بر روی یکدیگر را مدیون غضروف‌های سالم هستند. وظیفه دیگر غضروف‌ها جذب تکانه‌ها در طی حرکات فیزیکی می‌باشد.همچنین غضروف ها معمولا در محل مفصل نوکی بینی و لاله گوش قرار دارد. در بیماری آرتروز غضروف‌ها نازک شده و به‌تدریج در برخی نواحی از بین می‌رود که باعث می‌شود، استخوان‌های زیر غضروف‌ها به همدیگر ساییده شوند. نهایتاً درد، التهاب آواست و کاهش حرکت در مفصل به وجود آید. به مرور زمان مفصل شکل طبیعی خودش را از دست می‌دهد و زوائدی استخوانی در لبه‌های آن ایجاد می‌گردد که خود باعث درد و ناراحتی بیشتر می‌شود. برعکس سایر التهاب‌های مفصلی مانند روماتیسم مفصلی، آرتروز تنها مفاصل را درگیر می‌نماید و به سایر اندام‌ها کاری ندارد. روماتیسم مفصلی افراد جوان‌تر را مبتلا می‌کند و ممکن است علاوه بر درگیری مفصل فرد احساس مریضی، خستگی یا تب نماید.

## علائم شایع بیماری آرتروز
درد مفاصل، محدودیت حرکت و کاهش انعطاف‌پذیری مفاصل، التهاب و تورم مفصل، معمولاً بدون گرما یا تب همراه درگیری مفاصل، نشت (افیوژن) مفصل و صدای ترق و تروق یا صدای ساییده شدن با حرکت مفصل مبتلا (گاهی). درد ممکن است در آغاز خفیف باشد، ولی می‌تواند به قدری شدید گردد که زندگی و خواب بیمار را دچار اختلال کند. درد مفاصل موجب عدم تحرک کافی بیمار می‌شود که این خود باعث لنگیدن، تحلیل رفتن و ضعیف شدن ماهیچه‌های پیرامون مفصل مبتلا و شل شدن رباط‌ها می‌گردد. تغییرات مفصلی دایمی هستند و بیماری ماهیت پیشرونده دارد.
در درگیری مفاصل انگشتان دست ما تورم استخوان را داریم که در مفاصل انتهایی انگشتان گره‌های هبردن (Heberden's nodes) و در مفاصل میانی گره‌های بوشار (Bouchard's nodes) نامیده می‌شوند.

## علل
علت دقیق این اختلال ناشناخته است. به نظر می‌رسد نتیجه ترکیب یا تعامل عوامل مکانیکی با سایر عوامل در افرادی با زمینه ارثی باشد. عوامل افزایش دهنده خطر چاقی، بالارفتن سن و فعالیت‌هایی که با فشار به مفاصل (میکروتروما) همراهند نظیر رقص، فوتبال، قالی بافی و بیماری‌های دیابت، سندرم مارفان، بیماری ویلسون و آلکاپتونوری می‌باشند. تقریباً اغلب افراد بالای ۵۰ سال به درجاتی به استئوآرتریت مبتلا هستند. آرتروز در خانم‌ها بیشتر از آقایان بروز می‌کند ولی دلیل آن هنوز به درستی مشخص نشده‌است.

## پیشگیری و تشخیص
حفظ وزن در حد مناسب، داشتن فعالیت فیزیکی مناسب، تغذیه مناسب باعث پیشگیری بیماری می‌شود.
تشخیص اصولاً بالینی است. بررسی‌های تشخیصی ممکن است شامل بررسی آزمایشگاهی مایع مفصل (برای ردکردن احتمال آرتریت التهابی) باشد. رادیوگرافی و مفاصل درگیر، میزان کاهش فاصله مفصلی، اسکلروز و گاه کیست زیر غضروفی را نشان می‌دهد.
علائمی که در اشعه ایکس دیده می‌شود عبارتند از:
- تنگ شدن فضای بین مفصلی
- افزایش حجم استخوان در اطراف مفصل
- تشکیل کیست[۴]

پس از تشخیص اولیه (بالینی) اشعه ایکس می‌تواند بیماری را تأیید کند
همچنین در تصویربرداری MRI هر دو بافت سخت و نرم قابل مشاهده بوده که تشخیص بیماری را بسیار راحت‌تر می‌کند.

## روش‌های درمانی
به‌طور کلی بیماری آرتروز هیچگاه کاملاً درمان نمی‌شود اما می‌توان با استفاده از روش‌های درمانی متفاوت مانند ورزش، طب‌سوزنی، ماساژهای درمانی، لیزر درمانی، عمل جراحی، استفاده از اشعه و دیگر تکنیک‌های درمانی و توانبخشی علائم آن را به شدت کاهش و دامنه حرکتی و قدرت مفاصل را تا حد زیادی افزایش داده و باعث راحتی بیمار شود.

## درمان دارویی
استامینوفن یا داروهای ضد التهاب غیر استروئیدی (NSAIDs) مانند آسپیرین و بروفن جهت کاهش درد و تخفیف التهاب به کار می‌روند. تزریق کورتون به داخل مفاصل شدیداً درگیر ممکن است به‌طور موقت باعث تخفیف درد و ناراحتی گردد. NSAIDs موضعی، مسکنهای مخدر، تزریق اسید هیالورونیک نیز تجویز شده‌اند. سایر داروهایی که برحسب نیاز ممکن است تجویز شوند شامل گلوکوزآمین کندروئیتین، پودر شاخ گوزن نژاد آمریکای شمالی به دلیل دارا بودن فاکتورهای رشد، آنتی‌اکسیدان‌هایی مانند ویتامین C و ویتامین E، سلنیوم، فولات یا ویتامین B۹ و ویتامین B۱۲، ویتامین دی، (SAMe)، شل‌کننده‌های عضلانی و مسکن‌های قوی‌تر هستند.

## سایر اقدامات درمانی
برای تخفیف درد، مفاصل مبتلا را گرم کنید و عضلات اطراف مفاصل درگیر را ماساژ دهید. برای آرتروز گردن از یک گردن بند بی حرکت‌کننده گردن استفاده کنید. در آرتروز ستون فقرات، هنگام خواب به پشت بخوابید و از یک تشک سفت استفاده کنید. جراحی‌های توصیه شده برای استئوآرتریت شدید (مقاوم به درمان) شامل مفصل‌سازی (آرتروپلاستی) و مفصل‌خشکانی (آرترودز)، یا برداشتن تکه‌های استخوانی در پی معاینه با مفصل‌بین می‌باشد. مفصل‌بین (آرتروسکوپ) وسیله‌ای برای معاینهٔ داخل مفصل و تشخیص و عمل جراحی است.
فعالیت ورزشی متوسط برای آرتروز مفید است. استراحت تنها در مرحله حاد بیماری که مفاصل خیلی دردناکند ضروری است.
برای آرتروز در مفاصل دست می‌توانید از دستکش‌های آرتروز فشار درمانی استفاده کنید.
درمان فیزیکی برای توان‌بخشی عضلات و مفاصل (تنها برای موارد شدید). فیزیوتراپی یکی از درمان‌های قابل توجه در این بیماری است. در فیزیوتراپی، درمانگر با دادن تمرینات مناسب به بیمار و حرکات مفصلی و تحریکات اولتراسوند زمینه را برای بهبودی مهیا می‌کند.
توانبخشی کار درمانی برای افرادی که در کارهای روزمره دچار مشکل شده‌اند.
ممکن است جلوگیری از حرکت زیاد مفصل لازم باشد (با استفاده از چوب‌های زیربغل، عصا، واکر و زانوبند کشی)
- تحقیقات نشان می‌دهد که مصرف هندوانه در کاهش علائم آرتروز زانو و رماتیسم و تقویت دستگاه ایمنی و دفاعی بدن علیه عفونت‌ها نقش مؤثری دارد.[۷]
- عسل طبیعی به خاطر خاصیت ضد باکتری بالا و خواص ضد التهابی طبیعی آن، محبوبیت زیادی در درمان درد مفاصل دارد. عسل به صورت طبیعی باعث کاهش التهاب مفاصل و کاهش درد می‌شود. برای آماده‌سازی، ۲ قاشق غذاخوری عسل خالص را با ۱ قاشق چای خوری پودر دارچین به ۱ فنجان چای سبز گرم اضافه کنید، این نوشیدنی عسل و دارچین را روزانه در صبح و شام استفاده کنید.[۸]
- برای درمان و کاهش درد آرتروز دست می‌توانید از دستکش آرتریت استفاده کنید؛ این دستکش با ایجاد فشرده سازی‌های خفیف روی مفصل دست، درد و ورم‌ها را از بین می‌برد.